# Az AFC Ajax kronológiája
Az AFC Ajax csapatát 1894-ben alapították meg először. Pár év után megszűnt a klub, de 1900-ban újra megalapították és azóta létezik. Az elmúlt több mint 100 évben nagyon sok minden történt a csapat háza táján.
Rengeteg bajnoki-szezont megért már a csapat, az amatór és a profi időszakban is. Ezáltal nagyon sok sikeres és jópár sikertelen szezon is van már a hátuk mögött. Mivel a bajnoki címek terén már a 3. csillagon (30. bajnoki cím) is túl vannak, ezért is ők a holland labdarúgás legsikeresebb csapata. A nemzetközi porondon az 1957/1958-as szezonban mutatkoztak be. Már itt is letették a névjegyüket, mivel már az összes kupát megnyerték, néhányat több alkalommal is. Rengeteg rekordot döntöttek már meg, nagyon sok jó játékos játszott már a csapatban, volt nagyon jó és gyenge időszaka is a csapatnak. Ahogy általában minden csapatot, az Ajax csapatát is nagyon sok edző és elnök irányította már.
A csapat kronológiája ezeket a dolgokat időrendi sorrendben sorolja fel, hogy könnyebb legyen átnézni a csapat történetét.

## Kronológia
| Kronológia | | |
| - 1894. május 15.· Megalapították a "Footh-Ball Club Ajax" nevű klubot Amszterdamban - 1896.· Megszűnt a klub, mivel nem feleltek meg az AVB (Amszterdami Labdarúgó Szövetség) követelményeinek - 1900. március 18.· Ismét megalapítják a klubot "Football Club Ajax" néven - 1900. · A csapat első elnöke az egyik alapító Floris Stempel lett (1.) Megkapta első címerét a csapat Bérbevették az első hazai pályájukat Buiksloterhamban Szeptember 29-én játszották le első hivatalos AVB-bajnoki mérkőzésüket, megnyerve 2:1-re - 1901. · Április 8-án játszották le első idegenbeli mérkőzésüket Haarlemben melyet 4:1-re nyertek - 1902. · Beléptek a Holland Nemzeti labdarúgó-bajnokság (NVB) harmadik osztályának nyugati csoportjába Megnyerték az NVB-bajnokságot és feljutottak a 2. osztályba - 1907. · Áttették hazai pályájukat a Middenwegbe - 1907-1908 · Megnyerték első rangos díjukat, az "Arany Kereszt" nevű amszterdami tornát - 1908. · Júliusban egyesült az "Ajax" és a "Holland" nevű labdarúgóklub Az egyesülés után a csapat új neve "Amsterdamsche Football Club Ajax" lett December 26-án játszottak először külföldi csapat – Daring Brüsszel – ellen, amit 3:0-ra nyert meg az Ajax Floris Stempel lemondott, a csapat új elnöke Chris Holst lett (2.) - 1909. · Májusban megnyerték másodszor az "Arany Kereszt"-et - 1910. · Kinevezték Jack Kirwant, aki az Ajax első hivatalos edzője lett Elnökváltás a csapatnál, az új elnök Han Dade (3.) - 1910-1911 · Megnyerték a második osztályt, így feljebb léptek - 1911. · Átadták a csapat új stadionját, az ún. "fastadiont" Címerváltás. Megkapták második címerüket Március 19-én debütált a Holland-válogatottban az Ajax első játékosa, Gerardus "Ge" Fortgens Nyáron megváltoztatták a csapatmezt és így kialakult az Ajax jelenlegi felszerelése - 1911–12 · Holland első-osztály (nyugati csoport): 8. hely - 1912. · A csapat első külföldi mérkőzése: MTK-Ajax 5:1 Az új elnök ismét Chris Holst lett (4.) - 1912–13 · Holland első-osztály (nyugati csoport): 9. hely - 1913. · Elnökváltás. Az új elnök a holland Willem Egeman lett (5.) - 1913–14 · Holland első-osztály (nyugati csoport): 10. hely (kiesés az első osztályból) - 1912. · Edzőváltás. A csapat új edzője Jack Reynolds lett (2.) - 1916-1917 · Ismét megnyerték a második osztályt és újra feljebb léptek Holland kupagyőztes (1. alkalommal) - 1917–18 · Holland bajnok (1. alkalommal) - 1918–19 · Holland bajnok (2. alkalommal) (Veretlenül 1x) - 1919–20 · Holland első-osztály (nyugati csoport): 5. hely - 1920–21 · Holland első-osztály (nyugati csoport): 1. hely - 1921–22 · Holland első-osztály (nyugati csoport): 3. hely Október 9-én játszották le az első De Klassieker-t a Feyenoord ellen - 1922–23 · Holland első-osztály (nyugati csoport): 5. hely - 1923–24 · Holland első-osztály (nyugati csoport): 6. hely - 1924–25 · Holland első-osztály (nyugati csoport): 3. hely - 1925. · Edzőváltás. Az új edző Harold Rose lett (3.) Elnökváltás. Az új elnök a holland Frans Schoewaart lett (6.) - 1925–26 · Holland első-osztály (nyugati csoport): 4. hely - 1926. · Edzőváltás. Az új edző Stanley Castle lett (4.) - 1926–27 · Holland első-osztály (nyugati csoport): 1. hely - 1927–28 · Holland első-osztály (nyugati csoport): 1. hely - 1928. · Edzőváltás. A csapat új edzője ismét Jack Reynolds lett (5.) Címerváltás. Megkapták harmadik címerüket - 1928–29 · Holland első-osztály (nyugati csoport): 8. hely - 1929–30 · Holland első-osztály (nyugati csoport): 1. hely - 1930. · NEGATÍV-REKORD! A csapat máig tartó legnagyobb különbségű vereségét szenvedte el a Rapid Wien csapatától (16:2) - 1930–31 · Holland bajnok (3. alkalommal) AJAX-REKORD! Történetük máig tartó legnagyobb bajnoki győzelmüket aratták (Ajax-VUC 17:0) - 1931–32 · Holland bajnok (4. alkalommal) - 1932. · Elnökváltás. Az új elnök Marius Koolhaas lett (7.) Április 3-án Piet van Reenen hét gólt lőtt a Veendam ellen 9:1-re megnyert bajnoki mérkőzésen, így ő lett az a játékos aki egy bajnoki mérkőzésen a legtöbb gólt lőtte - 1932–33 · Holland első-osztály (nyugati csoport): 2. hely De Klassieker-rekord! Máig tartó legnagyobb arányú győzelmüket aratták a Feyenoord ellen (7:1) - 1933–34 · Holland bajnok (5. alkalommal) - 1934. · Átköltöztek az új stadionjukba, a De Meer-be - 1934–35 · Holland első-osztály (nyugati csoport): 1. hely Bajnoki rájátszásban elért helyezés: 3. hely - 1935–36 · Holland első-osztály (nyugati csoport): 1. hely Bajnoki rájátszásban elért helyezés: 2. hely - 1936–37 · Holland bajnok (6. alkalommal) - 1937–38 · Holland első-osztály (nyugati csoport): 2. hely - 1938–39 · Holland bajnok (7. alkalommal) - 1939–40 · Holland első-osztály (nyugati csoport): 6. hely - 1940. · Az új edző átmenetileg (6 napra) Jan Distelbrink lett (6.) Edzőváltás! Distelbrink helyét Halpern Vilmos vette át, ő lett a csapat új edzője (7.) - 1940–41 · Holland első-osztály (nyugati csoport): 2. hely - 1941. · Edzőváltás. A csapatot a Wim Volkers – Arie de Vitt edzőpáros vette át (8.) - 1941–42 · Holland első-osztály (nyugati csoport): 6. hely - 1942. · Edzőváltás. A csapat új edzője Dolf van Kol lett (9.) - 1942–43 · Holland első-osztály (nyugati csoport): 6. hely Holland kupagyőztes (2. alkalommal) - 1943–44 · Holland első-osztály (nyugati csoport): 2. hely - 1944–45 · A második világháború miatt nem volt bajnoki szezon - 1945. · Edzőváltás. A csapat új edzője ismét Jack Reynolds lett (10.) - 1945–46 · Holland első-osztály (nyugati csoport): 1. hely Bajnoki rájátszásban elért helyezés: 2. hely - 1946–47 · Holland bajnok (8. alkalommal) - 1947. · Edzőváltás. A csapat új edzője Robert Smith lett (11.) - 1947–48 · Holland első-osztály (nyugati csoport): 3. hely - 1948. · Edzőváltás. A csapat új edzője Walter Crook lett (12.) - 1948–49 · Holland első-osztály (nyugati csoport): 4. hely - 1949–50 · Holland első-osztály (nyugati csoport): 1. hely Bajnoki rájátszásban elért helyezés: 4. hely - 1950 · Változtatások a holland bajnokságban. 5 csoportot (A-B-C-D-E) hoztak létre. Az Ajax a B csoportba került Rovid időre átmenetileg újra Jack Reynolds vette át a csapatot Edzőváltás. A csapat új edzője Robert Thompson lett (13.) - 1950–51 · Holland első-osztály (B csoport): 8. hely - 1951 · Változtatások a holland bajnokságban, leszűkítették 4 csoportra (A-B-C-D) - 1951–52 · Holland első-osztály (B csoport): 1. hely Bajnoki rájátszásban elért helyezés: 4. hely - 1952 · Az Ajax a bajnokságban az A csoport tagja lett - 1952–53 · Holland első-osztály (A csoport): 3. hely - 1953 · Átmenetileg először Karel Kaufman, majd pedig Willy Stejskal vette át a csapat irányítását Edzőváltás. A csapat új edzője Walter Crook lett (14.) - 1953–54 · Holland első-osztály (A csoport): 2. hely - 1954 · Változtatások a holland bajnokságban. Bevezették a professzionális labdarúgást Hollandiában. Edzőváltás. A csapat új edzője Karl Humenberger lett (15.) - 1954–55 · Holland első-osztály (A csoport): 3. hely - 1955 · Változtatások a holland bajnokságban. Ismét szűkítettek, már csak 2 csoport maradt (A-B) - 1955–56 · Holland első-osztály (A csoport): 4. hely - 1956 · Változtatások a holland bajnokságban. Létrehozták az Eredivisie-t (a máig fennálló első osztályt) Elnökváltás. Az új elnök Wim Volkers lett (8.) - 1956–57 · Holland bajnok (9. alkalommal) Szeptember 2-án játszották le első Eredivisie mérkőzésüket: Ajax-NAC 1:0 - 1957 · Május 16-án utcát neveztek el Amszterdamban az Ajax egykori holland sztárjáról, Wim Anderiesen-ről - 1957–58 · Eredivisie: 3. hely Bajnokcsapatok Európa-kupája: Negyeddöntő - 1958 · Elnökváltás. Az új elnök Jan Melchers lett (9.) - 1958–59 · Eredivisie: 6. hely - 1959. · Edzőváltás. A csapat új edzője Vic Buckingham lett (16.) - 1959–60 · Holland bajnok (10. alkalommal) Henk Groot lett az első Ajax-játékos (idei 38 góljával) aki gólkirályi címet szerzett az Eredivisie-ben - 1960–61 · Eredivisie: 2. hely Holland kupagyőztes (3. alkalommal) Bajnokcsapatok Európa-kupája: Selejtező - 1961. · Edzőváltás. A csapat új edzője Keith Spurgeon lett (17.) - 1961–62 · Eredivisie: 4. hely Intertoto-kupa győztes (1. alkalommal) Kupagyőztesek Európa-kupája: 1. forduló - 1962. · Edzőváltás. A csapat új edzője Joseph Gruber lett (18.) - 1962–63 · Eredivisie: 2. hely - 1963. · Edzőváltás. A csapat új edzője Jack Rowley lett (19.) - 1963–64 · Eredivisie: 5. hely - 1964. · Edzőváltás. A csapat új edzője ismét Vic Buckingham lett (20.) Elnökváltás. Az új elnök Jaap van Praag lett (10.) - 1964–65 · Eredivisie: 13. hely - 1965. · Edzőváltás. A csapat új edzője Rinus Michels lett (21.) - 1965–66 · Holland bajnok (11. alkalommal) - 1966–67 · Holland bajnok (12. alkalommal) Holland kupagyőztes (4. alkalommal) Bajnokcsapatok Európa-kupája: Negyeddöntő EREDIVISIE-REKORD! A bajnokság idei szezonjában az Ajax által lőtt 122 gól máig a legtöbb | - 1967–68 · Holland bajnok (13. alkalommal) Holland-kupa: 2. hely Bajnokcsapatok Európa-kupája: 1. forduló - 1968–69 · Eredivisie: 2. hely EREDIVISIE REKORD! Október 20-án Gerrie Mühren belőtte az Ajax 1 000. gólját az Eredivisie-ben Bajnokcsapatok Európa-kupája: Ezüstérem - 1969–70 · Holland bajnok (14. alkalommal) Holland kupagyőztes (5. alkalommal) Vásárvárosok-kupája: Elődöntő EREDIVISIE-REKORD! Az idei Feyenoord-Ajax bajnoki mérkőzésen volt jelen máig a legtöbb néző (65.150) - 1970–71 · Eredivisie: 2. hely Holland kupagyőztes (6. alkalommal) Bajnokcsapatok Európa-kupája-győztes (1. alkalommal) Világkupa: BEK-győzelem ellenére nem indultak a kupáért - 1971. · Edzőváltás. A csapat új edzője Kovács István lett (22.) Johan Cruijff lett az első Aranylabdás játékosa az Ajax-nak - 1971–72 · Holland bajnok (15. alkalommal) Holland kupagyőztes (7. alkalommal) Bajnokcsapatok Európa-kupája-győztes (2. alkalommal) Világkupa-győztes (1. alkalommal) UEFA-Szuperkupa-győztes (1. alkalommal) EREDIVISIE-REKORD! A bajnokság idei szezonjában az Ajax által megszerzett 93 pont máig a legtöbb pont EREDIVISIE-REKORD! A bajnokság idei szezonjában az Ajax 19 egymást követő győzelmet aratott, ami máig a legtöbb A bajnokság, kupa és BEK-győzelmekkel sikerült az ún. Európai-tripla megnyerése - 1972–73 · Holland bajnok (16. alkalommal) EREDIVISIE-REKORD! Az Eredivisie máig legnagyobb arányú győzelme: Ajax-Vitesse 12:1 Holland-kupa: legjobb 32 Bajnokcsapatok Európa-kupája-győztes (3. alkalommal) UEFA-Szuperkupa-győztes (2. alkalommal) Világkupa: BEK-győzelem ellenére nem indultak a kupáért Az egymás utáni 3. BEK-győzelemmel megkapták az ún. Többszörös győztes jelvényt - 1973. · Edzőváltás. A csapat új edzője George Knobel lett (23.) Akkori VILÁGREKORD! 1973 nyarán Johan Cruyff eligazolt az Ajax-tól 922 ezer fontért, így ő lett a világ akkori legdrágább játékosa - 1973–74 · Eredivisie: 3. hely Holland-kupa: Elődöntő Bajnokcsapatok Európa-kupája: 2. forduló - 1974. · Átmenetileg az irányítást Bobby Harms vette át (24.) Edzőváltás. A csapat új edzője Hans Kraay lett (25.) - 1974–75 · Eredivisie: 3. hely Holland-kupa: Nyolcaddöntő UEFA-kupa: 3. forduló - 1975. · Átmenetileg Jan van Daal vette át kis időre a csapat irányítását (26.) Edzőváltás. A csapat új edzője ismét Rinus Michels lett (27.) - 1975–76 · Eredivisie: 3. hely Holland-kupa: Negyeddöntő UEFA-kupa: 3. forduló - 1976. · Edzőváltás. A csapat új edzője a horvát Tomislav Ivić lett (27.) - 1976–77 · Holland bajnok (17. alkalommal) Holland-kupa: legjobb 32 UEFA-kupa: 1. forduló - 1977–78 · Eredivisie: 2. hely EREDIVISIE és AJAX-REKORD! Ruud Geels egymás után a 4. szezonban is megszerezte a gólkirályi címet, ami eddig a legtöbb Holland-kupa: 2. hely Bajnokcsapatok Európa-kupája: Negyeddöntő - 1978. · Edzőváltás. A csapat új edzője Cor Brom lett (28.) Elnökváltás. Az új elnök Ton Harmsen lett (11.) - 1978–79 · Holland bajnok (18. alkalommal) Holland kupagyőztes (8. alkalommal) UEFA-kupa: 3. forduló - 1979. · Edzőváltás. A csapat új edzője Leo Beenhakker lett (29.) - 1979–80 · Holland bajnok (19. alkalommal) EREDIVISIE REKORD! Február 9-én Karel Bonsink belőtte az Ajax 2 000. gólját az Eredivisie-ben Holland-kupa: Ezüstérem Bajnokcsapatok Európa-kupája: Elődöntő - 1980. · Május 17-én lejátszották a 100. De Klassiekert a Feyenoord ellen - 1980–81 · Eredivisie: 2. hely Holland-kupa: 2. hely Bajnokcsapatok Európa-kupája: 2. forduló - 1981. · Átmenetileg Aad de Mos vette át a csapat irányítását (30.) Edzőváltás. A csapat új edzője Kurt Linder lett (31.) - 1981–82 · Holland bajnok (20. alkalommal) Holland-kupa: Nyolcaddöntő Kupagyőztesek Európa-kupája: 1. forduló - 1982. · Edzőváltás. A csapat új edzője Aad de Mos lett (32.) Wim Kieft lett az első Aranycipő-nyertes játékosa az Ajax-nak (32 gól) - 1982–83 · Holland bajnok (21. alkalommal) Holland kupagyőztes (9. alkalommal) Bajnokcsapatok Európa-kupája: 1. forduló A csapat első mezszponzora egy japán vállalat, a TDK - 1983–84 · Eredivisie: 3. hely Holland-kupa: Nyolcaddöntő Bajnokcsapatok Európa-kupája: 1. forduló - 1984–85 · Holland bajnok (22. alkalommal) Holland-kupa: Nyolcaddöntő UEFA-kupa: 2. forduló UEFA-KUPA REKORD! Az idei szezonban megszületett a kupa történetének máig legnagyobb arányú győzelme: Ajax-FA Red Boys 14:0 - 1985. · Átmenetileg Tonny Bruins Slot lett a csapat edzője (33.) Edzőváltás. A csapat új edzője Johan Cruijff lett (34.) - 1985–86 · Eredivisie: 2. hely Holland kupagyőztes (10. alkalommal) Bajnokcsapatok Európa-kupája: 1. forduló - 1986 · Marco van Basten Ajax-játékosként elnyerte az Aranycipőt (37 gól) - 1986–87 · Eredivisie: 2. hely Holland kupagyőztes (11. alkalommal) EREDIVISIE és AJAX-REKORD! Marco van Basten is gólkirály lett sorozatban negyedszer, így csatlakozott Ruud Geelshez Kupagyőztesek Európa Kupája-győztes (1. alkalommal) UEFA-Szuperkupa: Ezüstérem - 1987–88 · Eredivisie: 2. hely Holland-kupa: legjobb 32 Kupagyőztesek Európa-kupája: Ezüstérem - 1988. · Átmenetileg 3 edző vette át a csapat irányítását rövid időre: Spitz Kohn, Barry Hulshoff és Bobby Haarms Edzőváltás. A csapat új edzője ismét Kurt Linder lett (35.) Miután Kurt Linder-el gyorsan szerződést bontott a csapat, átmenetileg a Spitz Kohn – Louis van Gaal edzőpáros vette át az irányítást - 1988–89 · Eredivisie: 2. hely Holland-kupa: Negyeddöntő UEFA-kupa: 1. forduló - 1989. · Edzőváltás. A csapat új edzője ismét Leo Beenhakker lett (36.) Elnökváltás. Az új elnök Michael van Praag lett (12.) - 1989–90 · Holland bajnok (23. alkalommal) Holland-kupa: Elődöntő UEFA-kupa: 1. forduló - 1990 · Címerváltás. Megkapták a negyedik címerüket - 1990–91 · Eredivisie: 2. hely EREDIVISIE REKORD! Április 30-án Dennis Bergkamp belőtte az Ajax 3 000. gólját az Eredivisie-ben Holland-kupa: Negyeddöntő - 1991 · Edzőváltás. A csapat új edzője Louis van Gaal lett (37.) - 1991–92 · Eredivisie: 2. hely Holland-kupa: Negyeddöntő UEFA-kupa győztes (1. alkalommal) Az UEFA-kupa győzelemmel az Ajax megkapta az UEFA-emléktáblát Szponzorcsere! A csapat második mezszponzora egy holland bank, az ABN-AMRO lett - 1992–93 · Eredivisie: 3. hely Holland kupagyőztes (12. alkalommal) UEFA-kupa: Negyeddöntő - 1993 · Holland Szuperkupa-győztes (1. alkalommal) - 1993–94 · Holland bajnok (24. alkalommal) Holland-kupa: Elődöntő Kupagyőztesek Európa-kupája: Negyeddöntő - 1994 · Holland Szuperkupa-győztes (2. alkalommal) - 1994–95 · Holland bajnok (25. alkalommal) Holland-kupa: Negyeddöntő Bajnokok Ligája-győztes (4. alkalommal) BL-REKORD! Az Ajax játékosa, Patrick Kluivert 18évesen 327naposan lőtt gólt a BL döntőjében, így máig ő a legfiatalabb akinek ez sikerült Világkupa-győztes (2. alkalommal) UEFA-Szuperkupa-győztes (3. alkalommal) EREDIVISIE-REKORD! Az idei szezonban az Ajax veretlenül lett bajnok és máig ők ez egyetlen ilyen csapat akiknek ez sikerült - 1995 · Holland Szuperkupa-győztes (3. alkalommal) - 1995–96 · Holland bajnok (26. alkalommal) Holland-kupa: Nyolcaddöntő Bajnokok Ligája: Ezüstérmes | - 1996 · Holland Szuperkupa: Ezüstérmes Elkészült a csapat új stadionja, az Amsterdam ArenA. A nyitómérkőzés augusztus 14-én volt - 1996–97 · Eredivisie: 4. hely Holland-kupa: Legjobb 32 Bajnokok Ligája: Elődöntő - 1997. ·Edzőváltás. A csapat új edzője Morten Olsen lett (38.) - 1997–98 · Holland bajnok (27. alkalommal) Holland kupagyőztes (13. alkalommal) UEFA-kupa: Negyeddöntő EREDIVISIE-REKORD! A bajnokság idei szezonját az Ajax +90-es gólkülönbséggel zára, ami máig a legjobb - 1998 · Holland Szuperkupa: Ezüstérmes - 1998–99 · Eredivisie: 6. hely Holland kupagyőztes (14. alkalommal) Bajnokok Ligája: Csoportkör - 1999 · Holland Szuperkupa: Ezüstérmes ·Edzőváltás. A csapat új edzője Jan Wouters lett (39.) - 1999–00 · Eredivisie: 5. hely Holland-kupa: Nyolcaddöntő UEFA-kupa: 3. forduló - 2000. ·Átmenetileg az új edző Hans Westerhof lett Edzőváltás. A csapat új edzője Co Adriaanse lett (40.) Szeptemberben megalakult egy szövetség, a G-14. Az Ajax az alapító tagok egyike volt - 2000–01 · Eredivisie: 3. hely Holland-kupa: Nyolcaddöntő UEFA-kupa: 2. forduló - 2001. ·Edzőváltás. A csapat új edzője Ronald Koeman lett (41.) - 2001–02 · Holland bajnok (28. alkalommal) Holland kupagyőztes (15. alkalommal) Bajnokok Ligája: 3. selejtezőkör UEFA-kupa: 2. forduló - 2002 · Holland Szuperkupa-győztes (4. alkalommal) - 2002–03 · Eredivisie: 2. hely Holland-kupa: Elődöntő Bajnokok Ligája: Negyeddöntő - 2003 · Elnökváltás. Az új elnök John Jaakke lett (13.) Ajax-játékosként Rafael van der Vaart kapta meg elsőként a Golden Boy-díjat - 2003–04 · Holland bajnok (29. alkalommal) EREDIVISIE REKORD! December 15-én Zlatan Ibrahimović belőtte az Ajax 4 000. gólját az Eredivisie-ben Holland-kupa: Nyolcaddöntő Bajnokok Ligája: Csoportkör - 2004 · Holland Szuperkupa: Ezüstérmes - 2004–05 · Eredivisie: 2. hely Holland-kupa: Elődöntő Bajnokok Ligája: Csoportkör UEFA-kupa: Legjobb 32 - 2005 · Holland Szuperkupa-győztes (5. alkalommal) Átmenetileg Ruud Kroll és Tonny Bruins Slot lettek az edzők Edzőváltás. A csapat új edzője Danny Blind lett (42.) - 2005–06 · Eredivisie: 4. hely Holland kupagyőztes (16. alkalommal) Bajnokok Ligája: Nyolcaddöntő - 2006 · Holland Szuperkupa-győztes (6. alkalommal) Edzőváltás. A csapat új edzője Henk ten Cate lett (43.) - 2006–07 · Eredivisie: 2. hely Holland kupagyőztes (17. alkalommal) Bajnokok Ligája: 3. selejtezőkör UEFA-kupa: Legjobb 32 - 2007 · Holland Szuperkupa-győztes (7. alkalommal) Edzőváltás. A csapat új edzője Adrie Koster lett (44.) EREDIVISIE-REKORD! A bajnokságon belüli máig legdrágábban külföldre eladott sajátnevelésű játékos: Wesley Sneijder (27 millió euró) - 2007–08 · Eredivisie: 2. hely Holland-kupa: Nyolcaddöntő Bajnokok Ligája: 3. selejtezőkör UEFA-kupa: 1. forduló - 2008 · Edzőváltás. A csapat új edzője Marco van Basten lett (45.) Elnökváltás. Az új elnök Uri Coronel lett (14.) AJAX-REKORD! Leigazolták eddigi legdrágább játékosukat, Miralem Sulejmanit 16,25 millió euróért - 2008–09 · Eredivisie: 3. hely Holland-kupa: Legjobb 32 UEFA-kupa: Nyolcaddöntő Szponzorcsere! A csapat harmadik mezszponzora egy biztosítótársaság, az Aegon lett - 2009 · Átmenetileg John van't Schip lett a csapat edzője Edzőváltás. A csapat új edzője Martin Jol lett (46.) - 2009–10 · Eredivisie: 2. hely Holland kupagyőztes (18. alkalommal) Európa-liga: Legjobb 32 - 2010 · Holland Szuperkupa: Ezüstérmes Edzőváltás. A csapat új edzője Frank de Boer lett (47.) - 2010–11 · Holland bajnok (30. alkalommal) Holland-kupa: 2. hely Bajnokok Ligája: Csoportkör Európa-liga: Nyolcaddöntő - 2011 · Holland Szuperkupa: Ezüstérmes Elnökváltás. Rövid időre a csapat új elnöke Steven ten Have lett (15.). A lemondása után az új elnök Hennie Henrichs lett (16.) - 2011–12 · Holland bajnok (31. alkalommal) Holland-kupa: Nyolcaddöntő Bajnokok Ligája: Csoportkör Európa-liga: Legjobb 32 - 2012 · Holland Szuperkupa: Ezüstérmes - 2012–13 · Holland bajnok (32. alkalommal) Holland-kupa: Elődöntő Bajnokok Ligája: Csoportkör Európa-liga: Legjobb 32 - 2013 · Holland Szuperkupa-győztes (8. alkalommal) - 2013–14 · Holland bajnok (33. alkalommal) EREDIVISIE és AJAX-REKORD! Frank de Boer lett az első edző akinek sikerült ugyanazon csapattal egymás után 4x bajnoki címet nyernie Holland-kupa: Ezüstérem Bajnokok Ligája: Csoportkör Európa-liga: Legjobb 32 - 2014 · Március 5-én Davy Klaassen lett az Ajax 100. holland játékosa aki pályára lépett a felnőtt-válogatottban Holland Szuperkupa: Ezüstérem - 2014–15 · Szponzorcsere! A csapat új – eddigi negyedik – mezszponzora a Ziggo lett, a legnagyobb holland kábeltársaság EREDIVISIE: 2. hely EREDIVISIE REKORD! Február 15-én Ricardo Kishna belőtte az Ajax 5 000. gólját az Eredivisie-ben Holland-kupa: Legjobb 16 Bajnokok Ligája: Csoportkör Európa-liga: Nyolcaddöntő - 2015–16 · EREDIVISIE: 2. hely Holland-kupa: 3. forduló Bajnokok Ligája: 3. selejtezőkör Európa-liga: Csoportkör AJAX-REKORD! Augusztus 4-én a BL-selejtezőkörében az Ajax története során eddigi legfiatalabb kezdőcsapatával (átlagéletkor 21 év 140 nap) lépett pályára tétmérkőzésen. - 2016 · Edzőváltás. A csapat új edzője Peter Bosz lett (48.) - 2016–17 · EREDIVISIE: 2. hely Holland-kupa: Nyolcaddöntő Bajnokok Ligája: Play-off selejtező Európa-liga: Ezüstérem AJAX-REKORD! Matthijs de Ligt lett a csapat eddigi legfiatalabb játékosa aki nemzetközi kupában a kezdőcsapatban szerepelt. Az EL-csoportkörének 5. fordulójában a Panathinaikos ellen 17 évesen és 104 naposan lépett pályára a kezdőcsapatban. EREDIVISIE-REKORD! A bajnokság utolsó fordulójában az Ajax az Eredivisie történetének eddigi legfiatalabb kezdőcsapatával lépett pályára. A kezdőcsapat átlagéletkora 20 év 139 nap volt. AJAX-JUBILEUMOK! Az EL 16-os döntőjének visszavágóján a Legia Warsawa elleni mérkőzésen szerezte meg az Ajax története 200. győzelmét a nemzetközi porondon. A bajnokság 29. fordulójában az AZ Alkmaar legyőzésével az Ajax megszerezte története 800. hazai győzelmét az Eredivisie-ben. - 2017 · Edzőváltás. A csapat új edzője Marcel Keizer lett (49.) - 2017–18 · EREDIVISIE: 2. hely Holland-kupa: Nyolcaddöntő Bajnokok Ligája: 3. selejtezőkör Európa-liga: Play-off selejtező Edzőváltás télen. Marcel Keizer decemberi menesztése után 1 hétig Michael Reiziger lett az átmeneti edző (50.), januárban pedig Erik ten Hag lett az új edző (51.) AJAX és EREDIVISIE-REKORDǃ 2017 nyarán az Ajax hátvédje Davinson Sánchez a Tottenham Hotspur-hoz szerződött 42 millió euróért. Ezzel ő lett az Ajax és az Eredivisie eddigi legdrágábban eladott játékosa. AJAX REKORDǃ A bajnokság 12. fordulójában (NAC Breda – Ajax 0ː8), a csapat története során az eddigi legnagyobb arányú idegenbeli győzelmét aratta az Eredivisie-ben. |